# Lilia Ann Abron
Lilia Ann Abron (Memphis, 8 de marzo de 1945) es una emprendedora e ingeniera química . En 1972 se convirtió en la primera mujer afroamericana en obtener un doctorado en ingeniería química.

## Educación y primeros años
Abron nació el 8 de marzo de 1945 en Memphis, Tennessee. Cita el libro Primavera Silenciosa por Rachel Carson como una inspiración para introducirse en el movimiento medioambiental.
En 1966, Abron obtuvo un B.S. en química por parte de LaMoyne College, y un M.S. en ingeniería sanitaria de Universidad de Washington en St. Louis en 1968. Empezó su doctorado en septiembre de 1968 en la Universidad de Massachusetts Amherst y lo terminó en la Universidad de Iowa.

## Carrera
En 1978, Abron fundó y fue CEO de PEER Consultants, PC. Fue la primera mujer afroamericana que inició una empresa de ingeniería ambiental. En 2004, fue elegida como socia de la Academia Estadounidense de las Artes y las Ciencias. Abron hace presentaciones relacionadas con la energía y el medioambiente.